# Pessinetto
Pessinetto – miejscowość i gmina we Włoszech, w regionie Piemont, w prowincji Turyn.
Według danych na rok 2004 gminę zamieszkiwało 607 osób, 121,4 os./km².